# Aciculidae
Aciculidae là một họ ốc đất liền nhỏ có mài. Chúng sống trong điều kiện môi trường khá ẩm ướt, trong rêu và lá cây chết.

## Các chi
Các chi trong họ Aciculidae gồm:
- Abchasohela Hudec & Lezhawa, 1971[1]
- Acicula W. Hartmann, 1821 - the needle snail, chi điển hình
- Caziotia Pollonera, 1905[2]
- Hyalacme Hesse, 1917[3]
- Kainarella Starobogatov, 1972[4]
- Menkia Boeters, E. Gittenberger & Subai, 1985
- Platyla Moquin-Tandon, 1856
- Pleuracme Kobelt, 1894[5]
- Renea Nevill, 1880